# Donald Soper
Donald Oliver Soper, baron Soper (31 janvier 1903 - 22 décembre 1998) est un ministre méthodiste britannique, socialiste et pacifiste. Il est président de la Conférence méthodiste en 1953-1954. En mai 1965, il est créé pair à vie à la Chambre des lords.

## Jeunesse
Soper est né à 36 Knoll Road, Wandsworth, Londres, le premier des trois enfants d'Ernest Frankham Soper (1871-1962), expert en assurance maritime, fils d'un tailleur, et de sa femme, Caroline Amelia Pilcher (née en 1877), directrice et fille d'un constructeur.
Il fait ses études à l'Aske's School dans le sud de Londres, au St Catharine's College et à Wesley House à l'Université de Cambridge, et à la London School of Economics, où il obtient son doctorat. C'est un sportif exceptionnel qui dirige l'équipe de football, de cricket et de boxe, mais il se retire du cricket après avoir accidentellement tué un batteur adverse.

## Ministère
Soper est candidat pour le ministère méthodiste, et alors qu'il est encore un ministre probatoire (lors de sa première nomination), il cherche de plus grandes congrégations en pratiquant la prédication en plein air à l'imitation des fondateurs du méthodisme. De 1926 jusque dans les années 1990, il prêche dans les centres londoniens pour la liberté d'expression, Tower Hill et (à partir de 1942) Speakers' Corner à Hyde Park ; on l'appelait souvent "Dr Soapbox" en l'honneur du principal appareil du prédicateur en plein air.
Le 3 août 1929, il épouse Marie Dean. Ils ont quatre filles, dont la plus jeune, Caroline, est la première épouse de l'écrivain Terence Blacker.
Au début de son ministère, Soper est scandalisé par la pauvreté du centre-ville dont il est témoin. Il devient un membre actif du Parti travailliste et une grande partie de sa prédication porte sur les implications politiques de l'Évangile chrétien; tard dans la vie, il choque de nombreux conservateurs par son argument férocement exprimé selon lequel les politiques de Margaret Thatcher sont intrinsèquement incompatibles avec le christianisme. De 1936 jusqu'à sa retraite en 1978, il est le pasteur de Kingsway Hall, une "salle centrale" au sein de l'église méthodiste et le centre de la mission méthodiste de l'ouest de Londres qui exerce un ministère de soins pratiques pour les groupes marginalisés tels que les sans-abri, célibataires mères et alcooliques. En 1952, il est élu président de la Conférence méthodiste, l'organe directeur de l'Église méthodiste, siégeant en 1953–1954.
Soper soutient de nombreuses causes radicales. En plus d'être socialiste, il est un abstient, un adversaire vigoureux des combats d'animaux (il est président de la League Against Cruel Sports de 1967 à 1997) et du Jeu d'argent (il critique l'association de la famille royale britannique avec les courses de chevaux), et un pacifiste. Il rejoint l'Union des engagements de paix en 1937 et prêche le pacifisme tout au long de la Seconde Guerre mondiale, étant jugé si efficace qu'il est interdit de diffusion sur la BBC. Après la guerre, il devient un participant régulier de Pensée pour le jour de la BBC.

## Activités politiques
Il est actif dans la Campagne pour le désarmement nucléaire depuis ses débuts et est président de la Fellowship of Reconciliation en Angleterre pendant de nombreuses années jusqu'à sa mort. Pendant vingt ans, il écrit régulièrement pour le magazine socialiste Tribune et, en 1958, est élu conseiller municipal (travailliste) du London County Council. Après l'abolition du LCC, il devient conseiller municipal du Greater London Council (1964–195) et accepte l'offre d'une pairie à vie du gouvernement travailliste de l'époque, et est ainsi créé le 12 mai 1965 baron Soper, de Kingsway dans l'arrondissement londonien de Camden, étant le premier ministre méthodiste à siéger à la Chambre des lords, une organisation à laquelle il s'est opposé (il l'appelait "la preuve de la réalité de la vie après la mort")  mais qu'il utilise ensuite comme tribune pour l'expression de ses points de vue.
En 1967, Soper déplore qu '«Aujourd'hui, nous vivons dans ce qui est le premier âge véritablement païen - c'est-à-dire qu'il y a tant de gens, en particulier des enfants, qui ne se souviennent jamais avoir entendu des hymnes aux genoux de leur mère, comme je l'ai fait., dont les premiers airs sont de Radio One, et non d'un livre de cantiques; dont la première connaissance avec leurs amis et relations et d'autres personnes n'est pas du tout à l'école du dimanche ou dans l'Église, comme la mienne ".

## Retraite
Après avoir quitté le ministère actif, il devient un ministre surnuméraire (à la retraite) basé à l'église Hinde St Methodist à Marylebone. En 1978, il rejoint le prêtre et le journaliste Owen Spencer-Thomas et parle en profondeur de son temps en tant que personnage controversé sur une boîte à savon à Hyde Park Corner et de ses espoirs pour l'avenir dans l'émission de radio BBC Quest en 1978.
Au cours de ses dernières années, Soper est handicapé par une arthrite sévère et doit utiliser un fauteuil roulant, mais cela l'empêche pas de prêcher et de faire des apparitions publiques. Il est décédé le 22 décembre 1998, à l'âge de 95 ans.
Depuis 2005, son ancienne école, maintenant appelée Haberdashers 'Aske's Hatcham College, a une maison qui lui est dédiée - la seule à ne pas porter le nom d'un directeur ou d'une directrice.